# Alejandro Cavero
Alejandro Enrique Cavero Alva (Lima, 6 de junio de 1992) es un abogado, político y activista del conservadurismo LGBT peruano. Es congresista de la república para el periodo 2021-2026.

## Biografía
Nació en Lima el 7 de junio de 1992. Estudió Derecho en la Pontificia Universidad Católica del Perú, donde obtuvo el título de abogado. Aunque nunca ha ejercido su profesión.
Fue comentarista en la sección «Opinión y política» del diario El Comercio.

## Carrera política
A los dieciocho años, colaboró en la campaña de juventudes de la Alianza por el Gran Cambio, que llevaba a Pedro Pablo Kuczynski como candidato a la presidencia.
Durante el gobierno de Pedro Pablo Kuczynski, en el 2017, Cavero fue analista de comunicación y política en la Presidencia de Consejo de Ministros. Así mismo, fue asesor de la bancada de Peruanos Por el Kambio hasta el 2018.

### Congresista
En las elecciones generales de 2021, fue elegido congresista de la república por Avanza País, con 30 243 votos, para el periodo parlamentario 2021-2026.
En noviembre de 2021, participó en un encuentro con activistas LGBT+ en la Residencia Británica. Por ello fue criticado, ya que también mantuvo un apoyo abierto al partido político español de extrema derecha Vox. Esto desembocó en su salida del armario mediante un tuit, donde expresó ser gay y orgullosamente de derechas.
En agosto de 2022, presentó un proyecto de ley de unión civil entre parejas heterosexuales y homosexuales, pero con limitaciones, como la adopción homoparental, lo que fue criticado por parte algunos colectivos LGBT, los cuales consideraban que era ceder ante la presión conservadora, Cavero defendió el proyecto considerando que podría ser un buen paso para lograr mejorar los derechos LGBT.

#### Informe Cavero
Fue cuestionado por su objetividad tras la elaboración de un informe en el que se concluía que el expresidente Manuel Merino, el expresidente del Consejo de Ministros Ántero Flores-Aráoz y el exministro del Interior Gastón Rodríguez no tuvieron responsabilidades en las lesiones y muertes producidas en las manifestaciones de noviembre de 2020, pese a que existían setenta y ocho testimonios fiscales de personas heridas por policías e informes de peritos expertos en criminalística que dan cuenta del uso de perdigones de plomo en los cuerpos de los dos fallecidos.